# Kanton Orléans-Saint-Marc-Argonne
Der Kanton Orléans-Saint-Marc-Argonne war von 1973 bis 2015 ein französischer Kanton im Arrondissement Orléans im Département Loiret in der Region Centre-Val de Loire; sein Hauptort war Orléans.
Der Kanton bestand aus einem Teil der Stadt Orléans. Die Bevölkerungszahl von Orléans betrug 2005 insgesamt 113.237 Einwohner, die des Kantons 18.188 Einwohner (Stand 1. Januar 2012). Zum Kanton gehörten die Stadtteile:
- Barrière St-Marc.
- La Fontaine.
- Argonne – Nécotin – Belneuf.
- St-Marc – Faubourg-Bourgogne – Argonne-Sud.